# .cz
.cz је највиши Интернет домен државних кодова (ccTLD) за Чешку Републику. Администриран је од стране CZ.NIC.
Пре распада из 1993. године, Чехословачка је користила домен .cs.